# Asociația Națională a Cadrelor Militare în Rezervă și în Retragere din M.A.I.

Asociația Națională a Cadrelor Militare în Rezervă și în Retragere din  M.A.I. (acronim: ANCMRR din MAI) este o organizație neguvernamentală a cadrelor militare în rezervă și retragere din  M.A.I. din România,  a fost înființată la 5 iunie 1991 prin Decizia nr. 910 a Tribunalului Municipiului București și  a fost recunoscută de utilitate de utilitate publică și ca organizație de binefacere.Asociația cuprinde peste 25.000 membri, care își desfășoară activitatea în 41 filiale și 144 sucursale, din care 18.073 sunt foști polițiști, 1195 jandarmi, 1.272 polițiști de frontieră, 1071 din unități de pompieri respectiv pentru situații de urgență, iar restul din alte unități și formațiuni.

## Scop
- apărarea drepturilor legitime ale membrilor săi și îmbunătățirea continuă a protecției sociale a acestora.
- monitorizarea modului cum se respectă prevederile legale privind asistența medicală a membrilor săi, precum și a familiilor acestora;
- sprijinirea morală și după caz, materială, a membrilor săi, aflați în situații deosebite și a familiilor acestora[3].

## Obiective

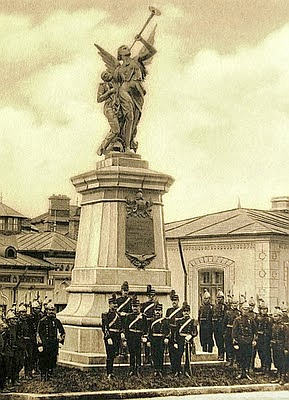
Monumentul Eroilor Pompieri din București

- desfășurarea de activități cultural – educative în rândul membrilor săi, în spiritul nobilelor idealuri de apărare a independenței, suveranității și integrității teritoriale a țării, de prevenire și combatere a faptelor antisociale,
- participarea la activitățile de educare a tinerei generații, în spiritul dragostei față de patrie, de trecutul glorios și de luptă al poporului român,
- colaborarea cu asociațiile similare din Sistemul Național de Apărare, Ordine Publică și Siguranță Națională, cu Asociația Veteranilor de Război și cu alte organizații, din țară și străinătate, în vederea realizării unor acțiuni de interes comun.
- participarea la activitățile prilejuite de aniversarea, omagierea sau comemorarea anumitor evenimente de importanță istorică din viața patriei noastre, a unităților Ministerului Afacerilor Interne, de cunoaștere a eroilor neamului;
- sprijinirea morală și, după caz, materială a membrilor asociației aflați în situații deosebite, precum și a membrilor de familie ai acestora, etc[3].

## Organizare
Asociația este organizată la nivel central și teritorial. În municipiul București și în reședințele de județ sunt organizează filiale, care au personalitate juridică. Sucursalele se subordonează ierarhic filialelor județene, iar filialele județene și a municipiului București  se subordonează ASOCIAȚIEI naționale.

## Colaborare
Pentru realizarea obiectivelor asociația a încheiat protocoale de cooperare cu Inspectoratul General al Poliției Române(IGPR), Inspectoratul General al Jandarmeriei Române(IGJR), Inspectoratul General al Poliției de Frontieră Române (IGPFR), Inspectoratul General pentru Situații de Urgență (IGSU), Corpul Național al Polițiștilor (CNP), Agenția Națională Antidrog (ANA), Asociația Internațională a Polițiștilor – Secția Română și Asociația Națională Cultul Eroilor „Regina Maria“ prin care sunt stabilite activitățile comune concrete la care membrii Asociației își pot aduce contribuția.
Pentru atingerea scopului și obiectivelor sale, Asociația cooperează, pe baza unui plan comun, cu asociațiile similare din Ministerul Apărării Naționale (MApN), Serviciul Român de Informații (SRI), Serviciul de Informații Externe (SIE), etc.
Conform protocolului încheiat între asociație și I.G.S.U., responsabilități părți:
- informarea I.G.S.U. cu privire la activitățile la care pot fi invitate cadrele militare și familiile acestora;
- asigură la solicitarea I.G.S.U. participarea cadrelor la activități de informare preventivă, culturale, arhivistice, etc;
- organizarea studierii documentelor de arhivă ce privesc tradiția de luptă  ale pompierilor;
- solicită sprijin I.G.S.U. pentru rezolvarea unor probleme în condițiile legii;
- face propuneri de avansare în grad a cadrelor militare în rezervă și retragere potrivit legii care și-au adus contribuția la realizarea scopului și obiectivele Asociației.
- transmiterea Asociației informații cu privire la organizarea unor activități de pregătire profesională la care pot fi invitați în calitate de formatori, moderatori în funcție de experiența profesională, etc.[5].

## Sărbători

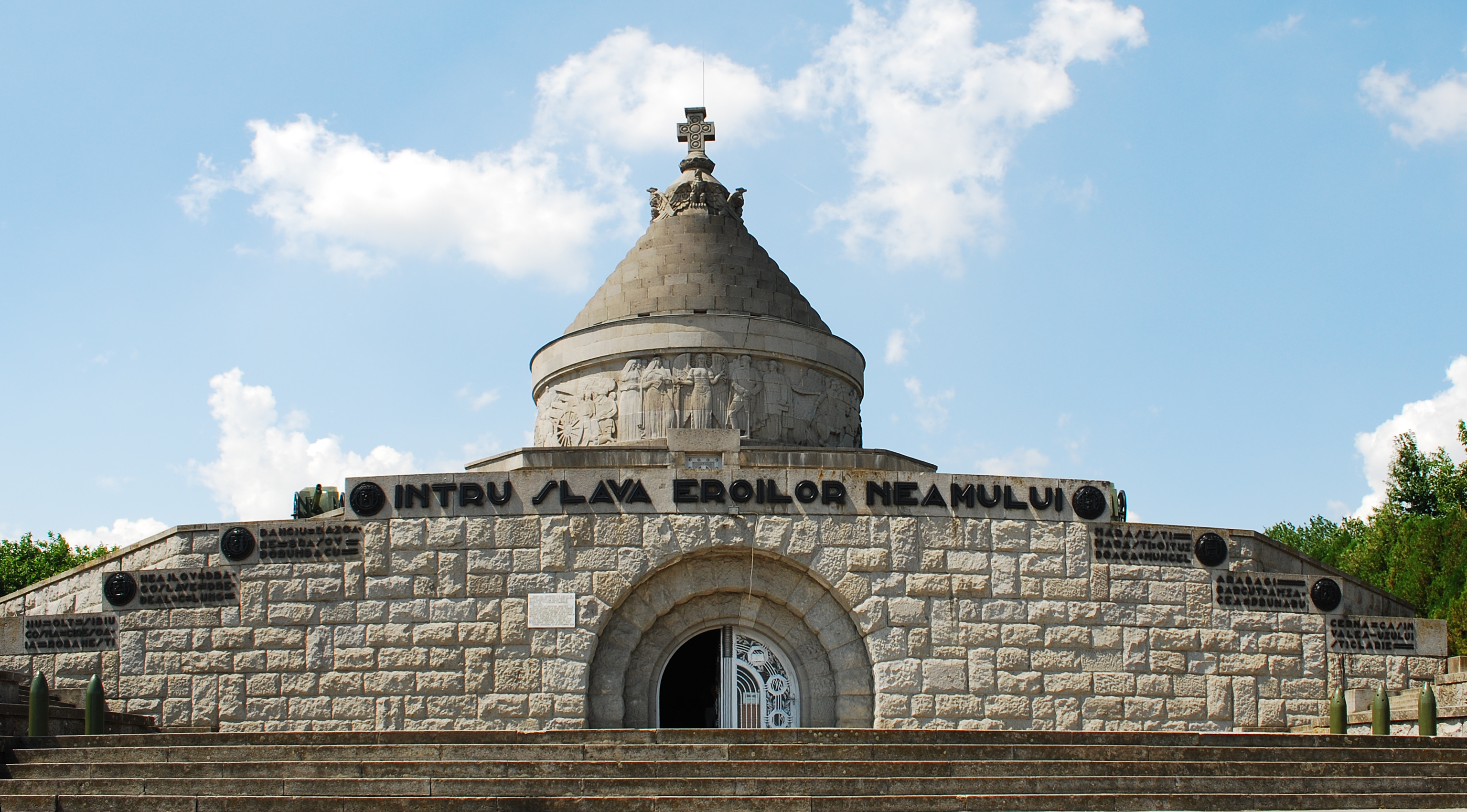
Mausoleul de la Mărășești

- Ziua Eroilor este o sărbătoare națională din România pentru comemorarea bărbaților și femeilor care au murit în timp ce serveau în forțele armate[6].În România prin Decretul nr. 1913 din 4 mai 1920[7] s-a stabilit ca aceasta să fie sărbătorită în fiecare an cu prilejul zilei Înălțării Domnului, dată reconfirmată prin Legea pentru cinstirea memoriei eroilor căzuți, dată la data de 24 august 1920 și promulgată prin decretul 3530 din 2 sept 1920[8]. Data sărbătorii a fost reconfirmată în 1940[9], într-un moment tragic pentru țară.
- 31 mai - Ziua Rezervistului Militar. Zi recunoscută la nivel național ocazie cu care instituțiile publice din cadrul sistemului de apărare, ordine publică și siguranță națională pot sprijini, în condițiile legii, manifestările prilejuite de acest eveniment[10][11].
- Ziua armei (Ziua Poliției Române - 25 Martie, Ziua Jandarmeriei Române - 3 Aprilie[12],Ziua Pompierilor din România - 13 Septembrie[13]).

## Activități ale asociației
.

Drapelul României (1866 - 1948)

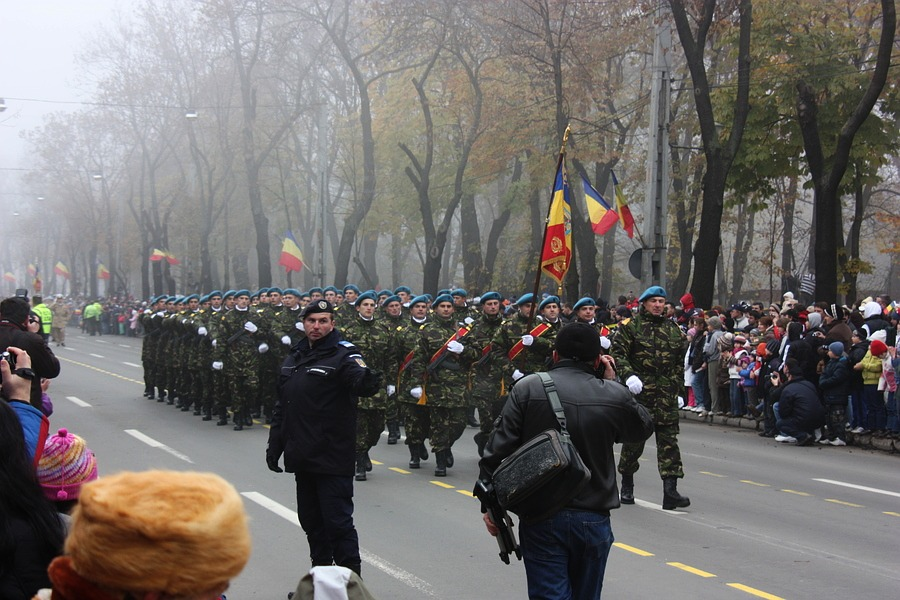
Soldații români la parada de Ziua Națională a României de 1 decembrie, la Arcul de Triumf București

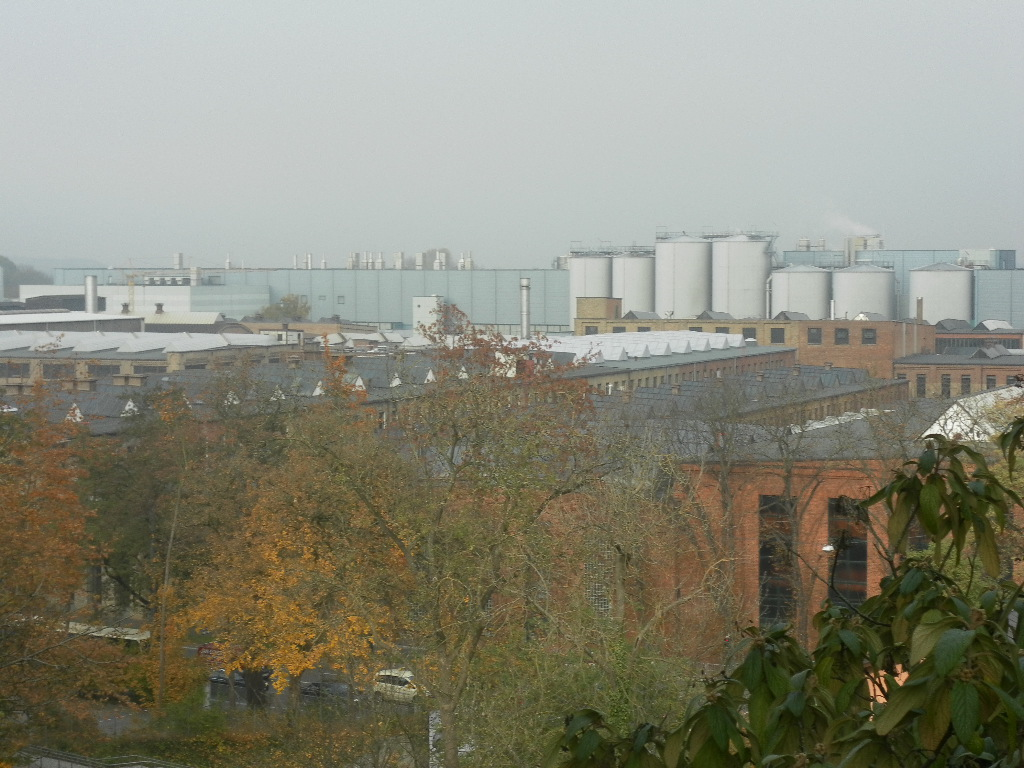
Aspect de la Marea Adunare Națională de la Alba-Iulia care a avut loc în 1 decembrie 1918

- 24 ianuarie - Ziua Unirii Principatelor Unirii. Manifestări la care au participat și membrii asociație[14].
- 25 Martie - Ziua Poliției din România. Activități organizate la Sibiu.[15].
- 29 Aprilie - Ziua Veteranilor de Război. [16].
- 9 Mai - Eveniment triplu - Ziua proclamarea independenței de stat a României din 1877, victoria coaliției Națiunilor Unite în cel de-al doilea război mondial în 1945 și Ziua Europei.               [17].
- 31 Mai - Ziua Rezervistului Militar. Activități organizate de către filialele asociație din România[18].
- Ziua Eroilor. Ceremonii de comemorare a Eroilor Neamului Românesc, cei care și-au jertfit viața pentru apărarea pământului strămoșesc, a independenței și suveranității României, sărbătoare națională din România la care au participat membrii filialelor asociație din țară[19].
- 26 Iunie - Ziua Drapelului Național.[20].
- 24 iulie - Ziua Poliției de Frontieră. Ceremonia de aniversare a 150 de ani de existență instituțională a Poliției de Frontieră Române care a avut loc în data de 24 iulie 2014 la sediul Inspectoratului General al Poliției de Frontieră, a fost onorată de prezența primului ministru al României, domnul Victor Ponta, a viceprim-ministrului pentru securitate națională și ministru al afacerilor interne, domnul Gabriel Oprea[21].
- 29 Iulie - Ziua Imnului Național. [22].
- 13 Septembrie - Ziua Pompierilor din România. Activități organizate în Capitală în anul 2021, manifestare care a avut loc la Monumentul Eroilor la care a participat ministrului afacerilor interne, Lucian Bode,  secretarului de stat Raed Arafat, din conducerea I.G.S.U. inspectorul general Dan Iamandi și a I.S.U. București – Ilfov, precum și a unui numeros public. La eveniment Asociația a fost reprezentată de membrii din conducerea acesteia general de brigadă(r) Ioan Crăciun, iar Asociația Veteranilor de Război din M.A.I. de președintele acesteia, general-maior (r) Stelian Dinu, care au adus omagiul membrilor Eroii Pompieri[23].
- 25 octombrie - Ziua Armatei Române. Activități prilejuite de această sărbătoare[24].
- 8-11 Noiembrie 2023. A 25 - ediție a Salonului de carte juridică, polițistă și civică a M.A.I.[25].
- Întâlnirea cu camarazii sârbi [26].
- Excursie a camarazilor suceveni[27].
- Activități culturale la Filiala Maramureș [28].
- 1 Decembrie - Ziua Națională a României.Activități organizate cu ocazia acestei sărbători.[29].